# 101e division motorisée Trieste
 (août 2020).
Si vous disposez d'ouvrages ou d'articles de référence ou si vous connaissez des sites web de qualité traitant du thème abordé ici, merci de compléter l'article en donnant les références utiles à sa vérifiabilité et en les liant à la section « Notes et références ».
La 101e division motorisée Trieste est une division de l'armée royale italienne qui exista entre 1939 et 1943. Lors de  la Seconde Guerre mondiale, elle combattit en Afrique du Nord. 

## Début de la Seconde Guerre mondiale
La 101e division motorisée Trieste est créée en 1939 à partir de la 8e division d'infanterie Po et elle est mobilisée en 1940. Elle est maintenue en réserve en Italie jusqu'en 1941 puis est envoyée en Albanie. 

## Campagne d'Afrique du Nord
Elle est envoyée en Libye en août 1941 pour faire partie du 20e corps motorisé italien avec la 132e division blindée Ariete. Elle participe à toutes les batailles de la guerre du Désert : opération Crusader, bataille de Gazala, bataille de Bir Hakeim, Première bataille d'El Alamein et Seconde bataille d'El Alamein où elle est quasiment détruite. Durant l'opération Crusader, elle réussit à détruire le lien entre la garnison de Tobrouk et les troupes chargées de la relever. Pendant la bataille de Gazala, elle participe, avec l'Africa Korps allemande, durant l'affrontement de Knightbridge, à la destruction de brigades blindées anglaises. 
La division combat ensuite en Tunisie où elle se rend officiellement aux Alliés le 13 mai 1943. 

## Composition
- 65e régiment d'infanterie Trieste
- 66e régiment d'infanterie Valtellina
- 9e régiment de Bersagliers. Il sera remplacé ensuite par le 8e régiment blindé de Bersagliers (automitrailleuses)
- 508e bataillon antichar/antiaérien
- 21e régiment d'artillerie Po
- 52e bataillon mixte de génie